# Article 19 de la Constitution tunisienne de 1959
L'article 19 de la Constitution tunisienne de 1959 est le 19e des 78 articles de la Constitution tunisienne adoptée le 1er juin 1959.
Il est le deuxième article du deuxième chapitre intitulé « Le pouvoir législatif », qui décrit la composition de l'Assemblée nationale tunisienne, les conditions de ses membres, leurs attributions et son fonctionnement. 

## Texte
« L'Assemblée nationale est élue au suffrage universel libre, direct et secret, conformément aux conditions et modalités prévues par la loi. »